# David Birkmyre
David Birkmyre (* 7. Dezember 1941) ist ein ehemaliger britischer Speerwerfer.
Bei den British Commonwealth Games 1970 in Edinburgh wurde er für Schottland startend Sechster.
1970, 1974 und 1976 wurde er Schottischer Meister. Seine persönliche Bestleistung von 75,88 m stellte er am 29. Mai 1971 in Carluke auf.